# Gregório Gruber
Gregório Gruber (Santos, 1951) é um pintor, gravador, escultor, desenhista, cenógrafo e aquarelista brasileiro. É filho do artista Mário Gruber.

## Biografia
Gregório Gruber surgiu no cenário artístico em fins dos anos 70 como desenhista e gravador, coincidindo com a volta da figuração e da pintura. Depois de ser admitido na faculdade de Artes Plásticas da FAAP em São Paulo, viajou para a Europa e frequentou diversos cursos de artes em diferentes cidades como Paris, Londres e Amsterdam. Em 1974, a convite de Pietro Maria Bardi, voltou ao Brasil para realizar sua primeira mostra individual no MASP. A partir daí participou de diversas bienais, mostras em museus e de exposições galerias pelo mundo todo. Entre suas principais mostras estão: XV Bienal Internacional de São Paulo, Bienal de Paris, O Desenho Moderno no Brasil - Galeria de Arte do SESI, Retratos e Auto-Retratos na Coleção Gilberto Chateaubriand - MAM - RJ. Ganhou prêmio de melhor gravura da Associação Paulista de Críticos de Arte e o prêmio de Aquisição no Salão Nacional de Artes Plásticas. Em 1989 passa a criar também em seu estúdio em Barcelona onde ampliou seus recursos técnicos produzindo esculturas, pinturas matéricas e cenografias. Atualmente reside em São Paulo e na Serra da Cantareira, onde mantém um estúdio desde os anos 80, trabalhando com as mais variadas técnicas, como pintura a óleo e acrílica, escultura em argila e madeira, litografia, gravura em metal e assemblages.

## Prêmios
- 1972 - VIII Salão de Arte Contemporânea de Campinas
- 1975 - IV Encontro Jundiaiense de Artes
- 1976 - Bienal Nacional - SP
- 1976 - Arte Contemporânea - São Caetano do Sul
- 1976 - Aquisição Museu de Arte Moderna - RJ  "Melhor Gravura"
- 1976 - Associação Paulista de Críticos de Arte - SP
- 1977 - III Bienal de Maldonado - Uruguai
- 1977 - Aquisição I Salão Nacional de Artes Plásticas
- 2000 - IX Salão Paulista de Arte Contemporânea - Referência Especial do Juri
- 2002 - Sala Especial - 10º Salão Paulista de Arte Contemporânea - FUNARTE/SP
- 2008 - Prêmio Mostra Nacional de Aquarela – ABA e Núcleo de Aquarelistas FASM

## Livros
- 1987 - Bodas de Sangue
- 2010 - Caminhante Vidente